# Quir
Quir, ou Quir de Moabe - Isaías 15:1. As duas fortalezas de Moabe eram Ar e Quir, as quais posteriormente seriam Quir-Harasete (Isaías 16:7).